# Mischocyttarus interjectus
Mischocyttarus interjectus är en getingart som beskrevs av Zikan 1935. Mischocyttarus interjectus ingår i släktet Mischocyttarus och familjen getingar. Inga underarter finns listade i Catalogue of Life.